# Hannes Wader singt …
Hannes Wader singt … ist ein Soloalbum des Sängers und Liedermachers Hannes Wader aus dem Jahr 1969.

## Entstehung/Bedeutung
Am Anfang seiner Karriere orientierte sich Hannes Wader vor allem an Georges Brassens, dem französischen Chansonsänger. Dieses 1969 entstandene Album ist das Ergebnis dieser Schaffensphase.

## Erfolge
Dieses Album verkaufte sich innerhalb weniger Monate mehrere 10.000 Mal, was für damalige Maßstäbe ungewöhnlich war. Es brachte Hannes Wader einen Plattenvertrag, der letztlich für ihn den endgültigen Durchbruch brachte und seinen Werdegang als Liedermacher entscheidend vorantrieb.

## Titelliste
1. Alle meine Freunde – 3:52
2. Das Bier in dieser Kneipe – 2:46
3. Strenge Gesellen – 4:08
4. Die gute Tat – 2:37
5. Frau Klotzke – 3:52
6. Ich hatte lange schon gespart – 1:50
7. Nach 12 – 2:15
8. Das Lied vom kleinen Mädchen – 3:30
9. Das Loch unterm Dach – 1:52
10. Viel zu schade für mich – 3:42
11. Blumen des Armen – 2:56
12. Begegnung – 3:00

## Besonderheiten/Anmerkungen
Als Entdecker von Hannes Wader gilt Knut Kiesewetter, der auch dieses Album im Studio Windrose in Hamburg produzierte.
Hannes Wader singt … enthält mit Das Loch unterm Dach den ersten selbst komponierten Titel Waders, der Anfang der 1960er Jahre entstand.
Das Lied Begegnung wurde von Reinhard Mey ins Französische übertragen. Es ist ebenfalls auf Waders Album Es ist an der Zeit (1980) zu finden. Mey nahm es außerdem nochmals in Deutsch auf; es erschien auf seinem ersten Studioalbum von 1967 Ich wollte wie Orpheus singen.